# Schwalmis
Der Schwalmis ist ein 2246 m ü. M. hoher Berg in den Urner Alpen auf der Grenze der Schweizer Kantone Nidwalden und Uri. Er gehört zu einer Bergkette zusammen mit Jochlistock (2079 m), Gandispitz (1996 m), Zingel (1901 m) und Oberbauenstock (2117 m). Im Sommer wie auch im Winter wird der Schwalmis relativ oft besucht. Er ist für einen gewohnten Bergwanderer kein Problem und bietet Aussicht in alle Richtungen, insbesondere auch auf den Vierwaldstättersee.
Erreichbar ist er von der Klewenalp oder Gitschenen wie auch über den Grat vom Oberbauenstock (nur für geübte und schwindelfreie Bergwanderer).

## Weblink
- Roman Koch: Verzeichnis der Gipfel der Alpen und Voralpen der Schweiz (Stand Oktober 2013, ZIP-Datei aufrufen). Enthält 6325 Schweizer Berge, Schwalmis mit ID 5119.